# Christo Steyn
Christo Steyn, né le 1er mai 1961 à Springs, est un joueur de tennis sud-africain, professionnel dans les années 1980.

## Palmarès

### Titres en double messieurs
| No | Date       | Nom et lieu du tournoi           | Catégorie | Dotation  | Surface         | Partenaire       | Finalistes                 | Score           |  |
| -- | ---------- | -------------------------------- | --------- | --------- | --------------- | ---------------- | -------------------------- | --------------- |  |
| 1  | 10-03-1986 | Tournoi de tennis de Milan Milan |           | 300 000 $ | Moquette (int.) | Colin Dowdeswell | Brian Levine Laurie Warder | 6-3, 4-6, 6-1   |  |
| 2  | 16-06-1986 | Bristol Trophy Bristol           |           | 100 000 $ | Gazon (ext.)    | Danie Visser     | Mark Edmondson Wally Masur | 6-7, 7-6, 12-10 |  |

### Finales en double messieurs
| No | Date       | Nom et lieu du tournoi                     | Catégorie           | Dotation  | Surface         | Vainqueurs                     | Partenaire   | Score         |          |
| -- | ---------- | ------------------------------------------ | ------------------- | --------- | --------------- | ------------------------------ | ------------ | ------------- | -------- |
| 1  | 03-02-1986 | Tournoi de tennis de Toronto Toronto       |                     | NC $      | NC              | Wojtek Fibak Joakim Nyström    | Danie Visser | 6-3, 7-6      |          |
| 2  | 31-03-1986 | WCT Atlanta Atlanta                        |                     | 220 000 $ | Moquette (int.) | Andy Kohlberg Robert Van't Hof | Danie Visser | 6-2, 6-3      |          |
| 3  | 18-08-1986 | Tournoi de tennis de Cincinnati Cincinnati | Championship Series | 300 000 $ | Dur (ext.)      | Mark Kratzmann Kim Warwick     | Danie Visser | 6-3, 6-4      | Parcours |
| 4  | 06-10-1986 | Tournoi de tennis de Tel Aviv Tel Aviv     |                     | 85 000 $  | Dur (ext.)      | John Letts Peter Lundgren      | Danie Visser | 6-3, 3-6, 6-3 |          |
| 5  | 02-02-1987 | Ebel U.S. Pro Indoor Philadelphie          |                     | 375 000 $ | Moquette (int.) | Sergio Casal Emilio Sánchez    | Danie Visser | 3-6, 6-1, 7-6 |          |